# Felipe Fernando Macías Olvera
Felipe Fernando Macías Olvera (Santiago de Querétaro, 4 de abril de 1986) también conocido por Felifer Macías Olvera, es un político y abogado mexicano. Es el actual Presidente Municipal de Querétaro desde el 1 de octubre de 2024. Es miembro del Partido Acción Nacional. Fue diputado federal para el periodo de 2018 a 2021, y reelecto para el periodo 2021 a 2024. 

## Reseña biográfica
Felipe Fernando Macías Olvera es licenciado en Derecho por la Universidad Autónoma de Querétaro y tiene una maestría en Administración Pública por la Universidad Anáhuac Querétaro. 
Es miembro activo del PAN desde 2007, partido en el que se ha desempeñado como secretario de Acción Juvenil de 2008 a 2010, miembro del comité directivo municipal en Querétaro y consejero estatal y nacional.
Fue inspector de la Secretaría del Trabajo y Previsión Social en 2008, asesor del Congreso del Estado de Querétaro de 2009 a 2012, enlace en la secretaría particular del ayuntamiento en Corregidora de 2013 a 2015 y regidor del Ayuntamiento de Querétaro de 2015 a 2018 encabezado por Marcos Aguilar Vega y en la que fue coordinador de los regidores del PAN.
En 2018 fue candidato de la coalición Por México al Frente a diputado federal por el Distrito 4 de Querétaro; obteniendo el triunfo y siendo electo a la LXIV Legislatura que concluyó en 2021, y en la que ocupó los cargos de secretario de la comisión de Gobernación y Población; e integrante de la comisión de Educación y de la comisión de Seguridad Pública.
Participó en las elecciones de 2021 siendo candidato para reelegirse como diputado federal por el mismo distrito, ganando con el 53% de la votación, siendo electo para la LXV Legislatura.
Fue candidato a presidente municipal de la ciudad de Santiago de Querétaro, Qro. por los partidos políticos PAN, PRI y PRD en las elecciones del 2 de junio de 2024. Contendió contra José María Tapia Franco, postulado por los partidos políticos MORENA, PVEM y PT. 

## Presidencia municipal de Querétaro
Felifer Macías fue ganador de las eleciones Presidentes municipales de Querétaro de 2024 Con los resultados preliminares de las actas capturadas de 50.18% de los votos recabados y 3.5% del PREP.
Finalmente a la media noche del 1 de octubre de 2024, Felifer Macías asumió y rindió protesta como presidente municipal de Querétaro. En su primer mensaje, se comprometió a trabajar por un Querétaro con justicia social y sin divisiones. Afirmando que su gobierno buscará construir un municipio ordenado y justo. 